# Алмазов Володимир Андрійович

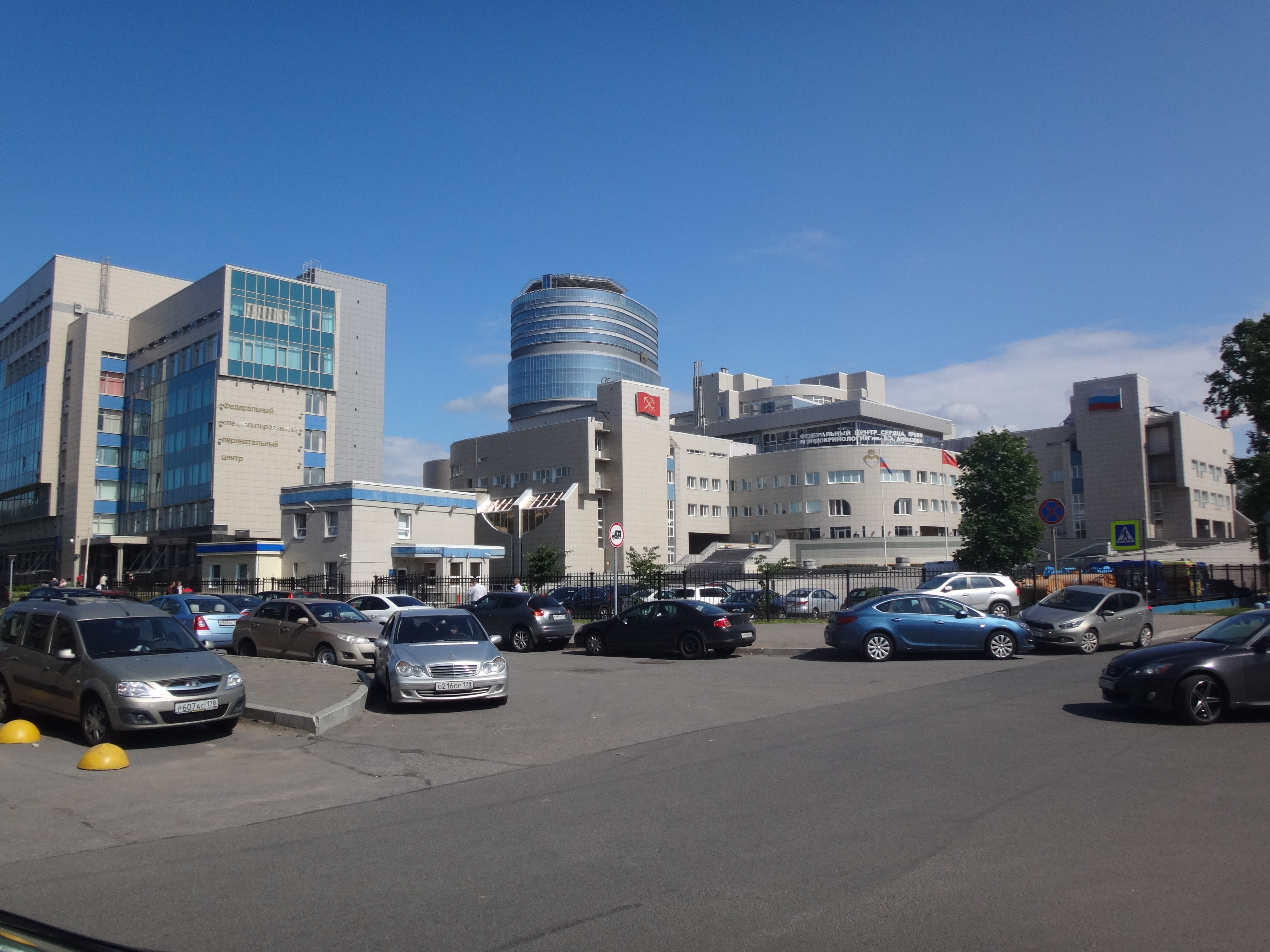
Національний медичний дослідницький центр імені В. А. Алмазова

Володимир Андрійович Алмазов (27 травня 1931 року — 4 січня 2001 року) — кардіолог, доктор медичних наук (1966), професор, академік РАМН (1995). Заслужений діяч науки Російської Федерації (1998).

## Біографія
Алмазов Володимир Андрійович народився 27 травня 1931 року в селі Русаново Торопецького району Тверської області. Навчався в початковій сільській школі та у Торопецькій середній школі № 1. У 1948 році вступив до Першого Ленінградського медичного інституту імені академіка І. П. Павлова (нині Перший Санкт-Петербурзький державний медичний університет імені академіка І. П. Павлова).
Місця роботи:
- з 1972 року — завідувач кафедрою Першого Ленінградського медичного інституту;
- з 1978 року — головний кардіолог міста;
- з 1980 року — директор НДІ кардіології МОЗ СРСР (Санкт-Петербург), голова Кардіологічного суспільства Санкт-Петербурга ім. Г. Ф. Ланга.

Клініка кафедри факультетської терапії, в якій працював В. А. Алмазов, стала багатопрофільним лікувальним закладом, що включає терапевтичне, кардіологічне, ендокринне і гематологічне відділення, відділення інтенсивної терапії.
В. А. Алмазов заклав основу кардіологічної наукової школи, яка стала базою для створення в 1980 році Науково-дослідного інституту кардіології МОЗ СРСР.
Під керівництвом Алмазова захищено 60 кандидатських і 25 докторських дисертацій.
Академік РАМН співпрацював з Відділенням медичних наук АН РБ. Обирався народним депутатом СРСР від Академії медичних наук СРСР.

## Пам'ять
Його ім'ям названа одна із провідних клінік Санкт-Петербурга і Росії — «Національний медичний дослідницький центр ім. В. А. Алмазова» МОЗ Росії.
Про академіка РАМН В. А. Алмазова в 2001 році знятий телефільм «Ломоносов із Торопця».

## Наукові праці
В. А. Алмазов опублікував понад 300 наукових праць, в тому числі 25 монографій і підручників з медицини, переважно, з проблем артеріальної гіпертензії та ішемічної хвороби серця; серед них:
- Клінічна патофізіологія: навч. посібник для студентів мед. вузів / В. А. Алмазов, М. М. Петрищев, Є. В. Шляхто, Н. В. Леонтьєва. — 1999. — 464 с.
- Погранична артеріальна гіпертензія / В. А. Алмазов, Є. В. Шляхто, Л. А. Соколова. — 1992. — 189 с.
- Алмазов В. А. Здоров'я — головна цінність. — Л.: Лениздат, 1987.

## Нагороди
У 1998 році В. А. Алмазову було присвоєно звання Заслуженого діяча науки Російської Федерації.
У 1996 році Міжнародний біографічний центр (Кембридж) нагородив його медаллю і дипломом «За видатні досягнення в медицині XX століття».